# Catharsius luluensis
Catharsius luluensis là một loài bọ cánh cứng trong họ Bọ hung (Scarabaeidae).